# كالمنتان الشمالية
كالمنتان الشمالية (بالإندونيسية: Kalimantan Utara)‏، هو أحد تقسيمات كالمنتان، أقاليم إندونيسيا. عاصمتها تانغونغ سيلور. تحدها صباح من الشمال وسراوق من الغرب ومضيق ماكاسار من الشرق وكالمنتان الشرقية من الجنوب. انفصل هذا الأقايم من مقاطعة كالمنتن الشرقية.

## المناطق والمدن الرئيسية
ينقسم هذا الإقليم إلى 4 منطقة وصاية و 1 مدينة رئيسية
| اسم منطقة وصاية أو مدينة رئيسية | عاصمة         | رئيس              |
| ------------------------------- | ------------- | ----------------- |
| مدينة تاراكان                   | -             | أودين هييانجيو    |
| منطقة وصاية نونوكان             | نونوكان       | بسري              |
| منطقة وصاية بولونغان            | تانجونج سيلور | بوديمان عارفين    |
| منطقة وصاية ماليناو             | ماليناو       | يانسين تيبا بادان |
| منطقة وصاية تانا تيدونج         | تيدينج بالي   | أودونشاه          |

## جزر الإقليم
من أهم جزر الإقليم:
- جزيرة سيباتاك
- جزيرة تاراكان